# RallyX Nordic
RallyX Nordic ist eine Rallycross-Rennserie in Skandinavien. Sie wird seit 2014 ausgetragen.
Initial wurden Läufe zur schwedischen Rallycross-Meisterschaft auch für ausländische Teilnehmer geöffnet. Hier wurden die Klassen Supercars und Supercar Lites ausgetragen. Die Supercar Lites sind eine Klasse mit identischen Rallycross-Fahrzeugen, die von Olsbergs MSE gebaut werden.
Ab 2019 wurden zwei Klassen für Buggies des XC-Reglements (Crosscars) der FIA hinzugefügt. Ab 2021 wurde eine offen Klasse für Tourenwagen mit 2WD-Antrieb hinzugefügt.
Regelmäßig sind auch Stars der FIA Rallycross-Weltmeisterschaft wie Johan Kristoffersson am Start. Ein Novum gab es auch 2023 als Viktor Vranckx mit einem elektrischen Fahrzeug der RX2e -Klasse antrat.

## Strecken
Besucht werden permanente Rallycross-Strecken in ganz Skandinavien. 2023 besuchte die Serie die Nysumbanen (Dänemark), die Tierp Arena (Schweden), den Kouvola Circuit (Finnland), das Grenland Motorsport Senter (Norwegen) und Höljes (Schweden).
Während der Kooperation mit der STCC wurde auch eine nicht-permanente Rennstrecke, die Trabrennbahn Solvalla, genutzt.

## Meister
| Jahr | Supercars                                     | Supercar Lites       | Crosscar         | Crosscar Junior           | Open 2WD         |
| ---- | --------------------------------------------- | -------------------- | ---------------- | ------------------------- | ---------------- |
| 2014 | Sebastian Eriksson                            | Kevin Hansen         | –                | –                         | –                |
| 2015 | Kevin Eriksson                                | Tobias Brink         | –                | –                         | –                |
| 2016 | Kevin Eriksson                                | Thomas Bryntesson    | –                | –                         | –                |
| 2017 | Thomas Bryntesson                             | William Nilsson      | –                | –                         | –                |
| 2018 | Oliver Solberg                                | Guillaume De Ridder  | –                | –                         | –                |
| 2019 | Robin Larsson                                 | Ben Philip Gundersen | Nils Andersson   | Tuominen Rasmus (Academy) | –                |
| 2020 | Oliver Eriksson                               | Henrik Krogstad      | Max Rundberg     | Alex Gustafsson           | –                |
| 2021 | Johan Kristoffersson                          | Tommi Hallman        | Isak Reiersen    | Lukas Andersson           | Simon Tiger      |
| 2022 | Niclas Grönholm                               | Simon Olofsson       | Oskar Andersson  | Mikael Uitto              | Viktor Johansson |
| 2023 | Johan Kristoffersson (Pro-Am) Maiko Tamm (Am) | Simon Olofsson       | Sebastian Enholm | Mikael Uitto              | Simon Tiger      |
| 2024 | Joni Turpeinen (Pro-Am) & (Am)                | Simon Olofsson       | Elias Svensson   | Hampus Hagström           | Simon Tiger      |